# 디낭 (벨기에)

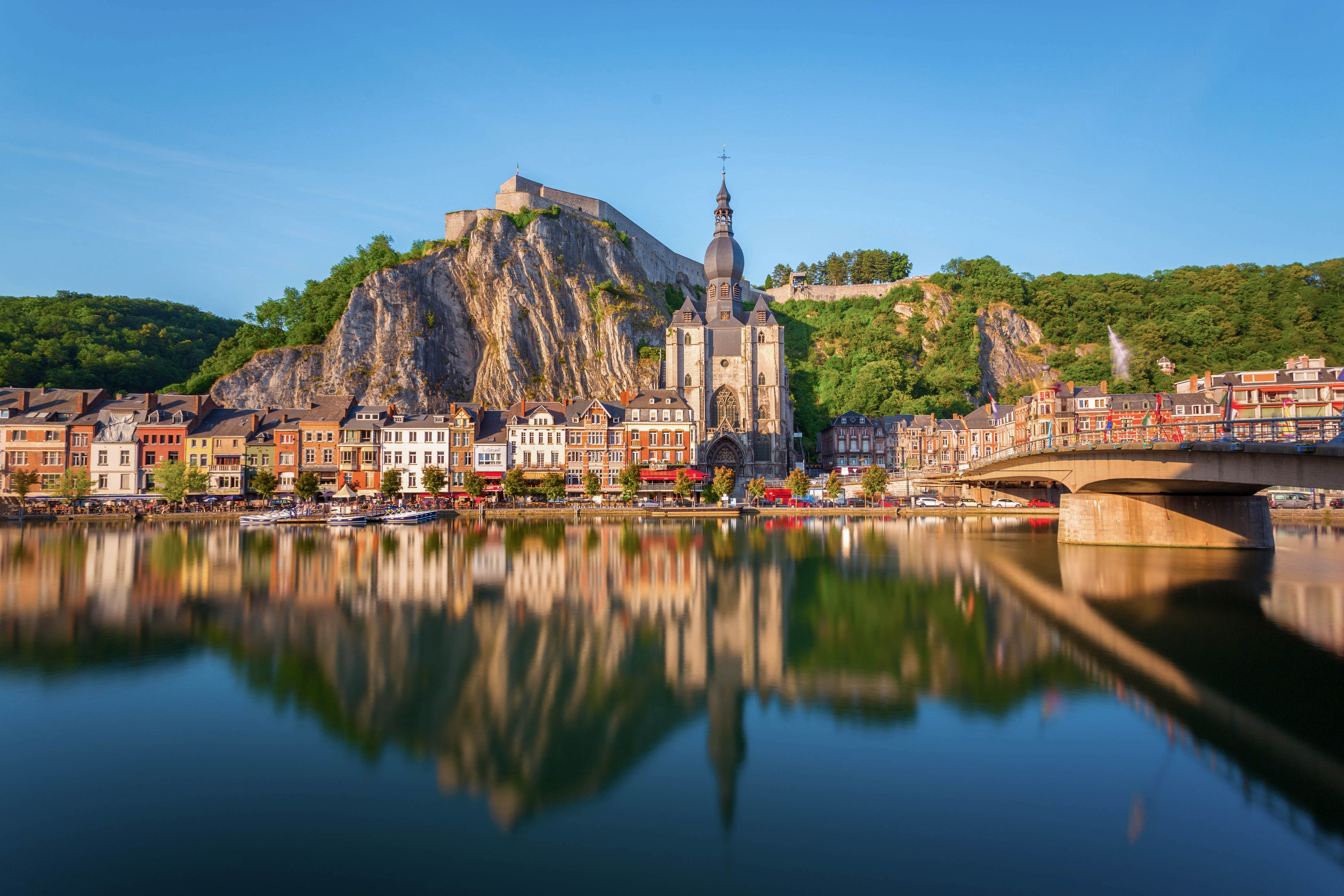
디낭

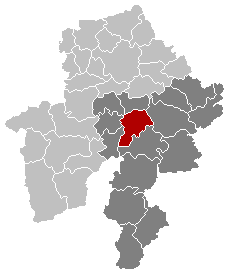
디낭의 위치

디낭(프랑스어: Dinant)은 벨기에 왈롱 나뮈르주에 위치한 도시로 면적은 99.80km2, 인구는 13,584명(2013년 1월 1일 기준), 인구 밀도는 140명/km2이다.

시기
시 문장

## 같이 보기
- 벨기에의 강간 (제1차 세계 대전)